# Dmitri Faddéiev
Dmitri Faddéiev (rus: Дмитрий Константинович Фаддеев)  (Iúkhnov, 17 de juny de 1907 (Julià) - Sant Petersburg, 30 d'octubre de 1989) va ser un matemàtic soviètic.
Faddéiev va rebre una excel·lent educació musical de la seva mare i científica del seu pare que era enginyer. El 1923 es va matricular a la universitat de Leningrad i al conservatori de la mateixa ciutat, però el 1926 va deixar els estudis de música i es va concentrar en les matemàtiques i la física. Després de graduar-se el 1928, va començar a treballar al laboratori de l'Institut de Pesos i Mesures. El 1932 va passar al Institut Steklov de Matemàtiques, on va romandre a la secció de Leningrad la resta de la seva vida, encara que la seu de l'institut es traslladés a Moscou el 1940. A partir de 1933, també va ser professor de la universitat de Leningrad simultàniament. El 1935 va obtenir el títol de doctor. A partir de 1985 va presidir la Societat Matemàtica de Leningrad.
El seu camp de treball principal va ser l'àlgebra, però també va fer contribucions notables en teoria de nombres, geometria, teoria de funcions i teoria de la probabilitat. Va publicar importants llibres en col·laboració amb la seva dona, Vera Faddéieva. També va estar sempre molt interessat en el camp de l'ensenyament i la pedagogia de les matemàtiques, essent un impulsor de la millora en l'ensenyament a la universitat.